# پری‌الیکایی تاج‌ارغوانی
پری‌الیکایی تاج‌ارغوانی (نام علمی: Malurus coronatus) نام یک گونه از سرده پری‌الیکایی است.